# Zalando

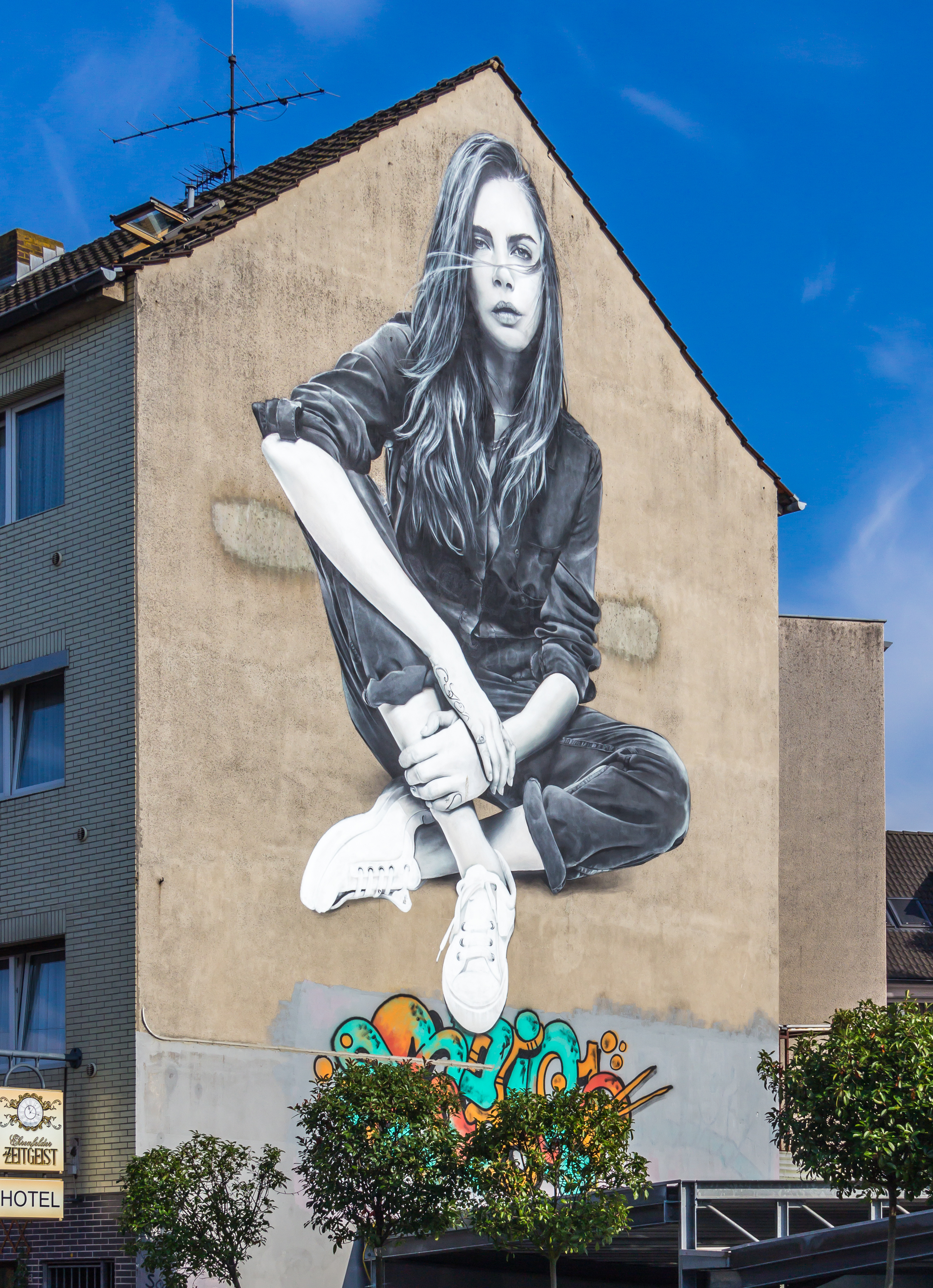
Mural promocyjny na hotelu w Kolonii

Zalando SE – międzynarodowy wysyłkowy sklep internetowy. Sprzedaż skupia się głównie na obuwiu i odzieży, przy czym dostępny jest szerszy asortyment, który obejmuje produkty dekoracyjne, okulary przeciwsłoneczne, zegarki i biżuterię.

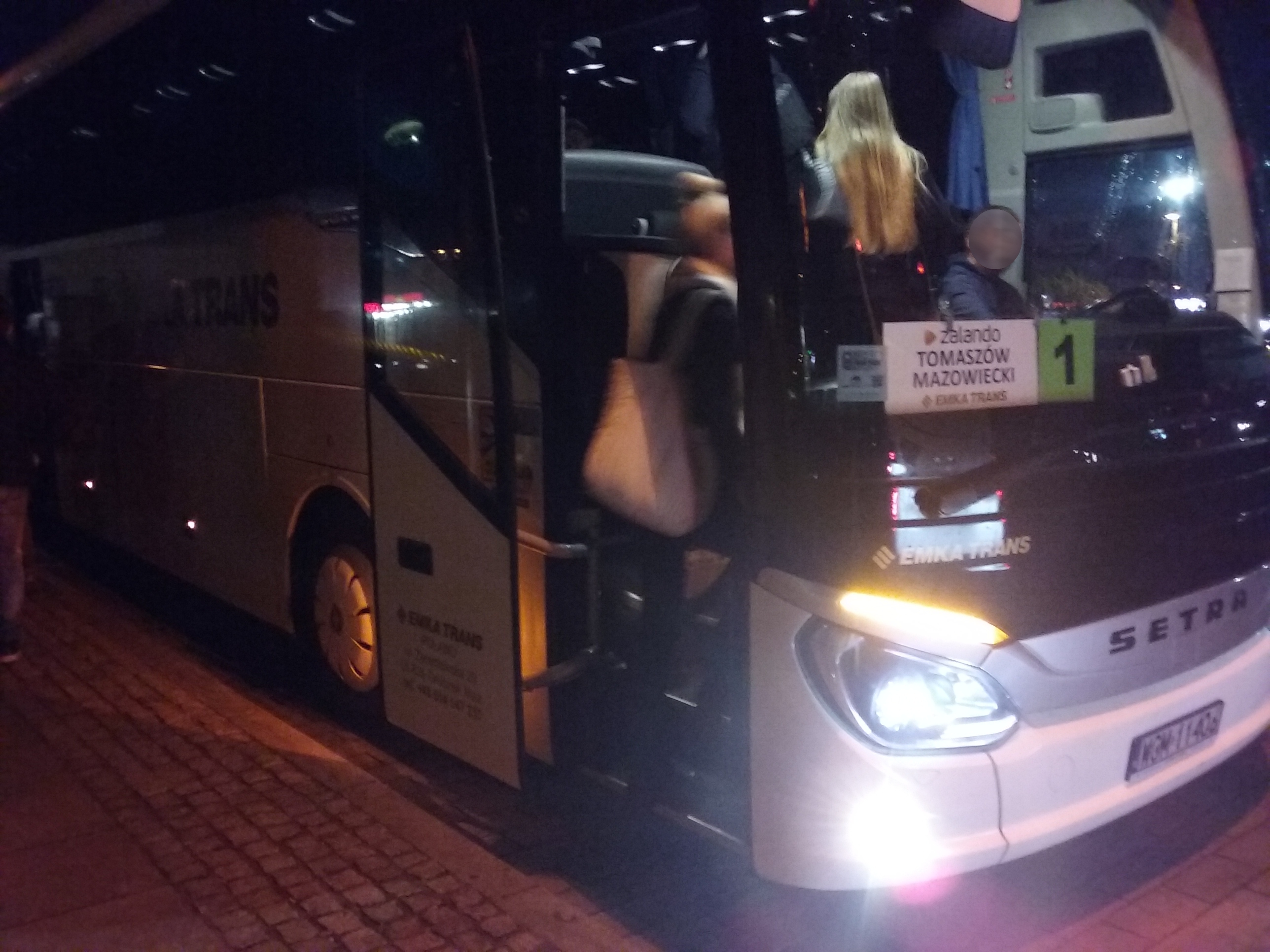
Autokar pracowniczy magazynu Zalando w Głuchowie codziennie przewożący pracowników z oddalonego o 35 km Tomaszowa Mazowieckiego

Spółka Zalando SE jest jednym z najbardziej znanych, czołowych sklepów internetowych w Niemczech. Dodatkowo od roku 2009, zaczynając od niemieckojęzycznej Austrii, firma poszerzyła swój rynek o kolejne kraje europejskie, takie jak Francja, Włochy, Holandia, Szwajcaria, Dania, Finlandia, Norwegia czy Polska.

## Historia
Zalando zostało utworzone w 2008 roku przez Davida Schneidera i Roberta Gentza, wspieranych kapitałem inwestycyjnym braci Samwer – multimilionerów i przedsiębiorców branży internetowej. Z biegiem czasu Zalando zaczęło wypuszczać na rynek własne kolekcje i marki.
W roku 2011 spółka uzyskała obrót na poziomie pół miliarda euro, przy czym bilans oscylował na blisko 60 milionów euro strat. Zalando zyskiwało na uwadze konsumentów dzięki krzykliwym spotom telewizyjnym, których koszt wynosił wiele milionów euro. Z powodu dużych strat firma postanowiła ograniczyć wydatki na reklamy do 5 milionów miesięcznie.
Pod koniec marca 2012 roku otwarto outlet marki Zalando w Berlinie. Tym samym Zalando zaczął nową działalność i rozszerzył swoje kanały dystrybucji. Dostęp do sklepu jest możliwy wyłącznie z odpowiednią kartą klienta.
W 2014 roku spółka weszła na giełdę we Frankfurcie.
Od jesieni 2020 roku Zalando zajmuje się również sprzedażą odzieży używanej.

## Zalando w Polsce
W maju 2012 roku niemiecki butik internetowy wszedł m.in. na polski rynek. W Polsce Zalando zdecydowało się na podobną jak w Niemczech strategię marketingową. Potencjalnym klientom zapewniono duży wybór produktów, także wiele trudno dostępnych w Polsce marek.
Przedsiębiorstwo posiada w Polsce sześć centrów dystrybucyjnych: w Gardnie pod Gryfinem, w Olsztynku pod Olsztynem (Zalando Lounge), w Głuchowie pod Tuszynem, w Żernikach pod Poznaniem, w Bydgoszczy oraz Gorzowie Wielkopolskim.

## Kontrowersje
W lipcu 2012 niemiecka telewizja ZDF wyemitowała reportaż o centrum logistycznym działającym dla Zalando nieopodal Berlina. W reportażu przedstawiono, że pracownicy niektórych działów, przyjeżdżający do pracy z Polski z odległości około 200 km, są objęci zakazem siadania.